# Городок (Бердичівський район)
Городо́к — село в Україні, у Ружинській селищній територіальній громаді Бердичівського району Житомирської області. Населення становить 560 осіб (2001). У 1923—2020 роках — адміністративний центр колишньої однойменної сільської ради.

## Загальна інформація
Розташоване на берегах річки Білуга, за 13 км східніше від Ружина, за 6 км від найближчої залізничної станції Зарудинці.

## Населення
В середині 19 століття в селі налічувалося 616 жителів, з них 526 православних, 90 католиків, в другій половині 19 століття — 689 жителів, з них 582 православних, 107 католиків.
Відповідно до результатів перепису населення Російської імперії 1897 року, загальна кількість мешканців становила 1 058 осіб, з них: православних — 877, римокатоликів — 159, чоловіків — 513, жінок — 545.
Наприкінці 19 століття налічувалося 1 057 мешканців, з них 518 чоловіків та 539 жінок, дворів — 166, або 954 особи, дворів — 138.
Відповідно до перепису населення СРСР 17 грудня 1926 року, чисельність населення становила 1 533 особи, з них 737 чоловіків та 796 жінок; за національністю: українців — 1 258, росіян — 33, євреїв — 10, поляків — 228, інших — 4. Кількість господарств — 350, з них несільського типу — 13.
На початок 1970-х років в селі було 339 дворів із населенням 983 особи.
Відповідно до результатів перепису населення СРСР, кількість населення станом на 12 січня 1989 року становила 667 осіб. Станом на 5 грудня 2001 року, відповідно до перепису населення України, кількість мешканців села становила 560 осіб.

## Історія
Час заснування невідомий. Перша літописна згадка про село належить до 1257 року.
У 18 столітті село належало до Погребиського ключа, у 1741 році було там 30 дворів. Згадується у люстрації Київського воєводства 1754 року як село Погребиського ключа, було там 30 дворів. У 1818 році граф Северин Ржевуський продав Городок із Сахнами Валентію Абрамовичу, після смерті якого у 1840 році власність перейшла до його сина Леопольда Абрамовича.
В другій половині 19 століття — село Ширмівської волості Бердичівського повіту Київської губернії. Розміщувалося на обидвох берегах річки Гопчиці, в котру біля самого поселення впадає струмок Самець, за 14 верст від Погребища. Землі 2 443 десятини відбірного чорнозему, великий землевласник — Леопольд Абрамович, якому належали також Сахни. Дерев'яну церкву збудовано у 1781 році замість попередньої, збудованої у 1722 році, яка стояла на іншому місці. При церкві було 48 десятин землі, церковно-парафіяльна школа.
Наприкінці 19 століття — поміщицьке село Ширмівської волості Бердичівського повіту Київської губернії. Відстань до повітового центру м. Бердичів, де знаходилася також найближча поштова казенна станція — 60 верст, до волосного центру с. Ширмівка, де знаходилася також найближча поштова земська станція — 9 верст, до найближчих телеграфної та поштової казенної станції в Зарудинцях — 6 верст, до найближчої залізничної станції Зарудинці — 6 верст. Основним заняттям мешканців було хліборобство. В поселенні числилося 2 432 десятини землі, з них 1 607,25 десятини належало поміщикам, 617,75 десятини — селянам, 154,25 десятини — іншим прошаркам населення і 53,5 десятини — церквам. Власником села був Леон Леопольдович Абрамович, якому належало 1 514 десятин землі, господарював у маєтку особисто. Господарство у поміщика та селян велося за трипільною сівозміною. В селі були православна церква, церковно-парафіяльна школа, цегельня, водяний млин, кузня. Пожежна команда складалася із 2 бочок та 2 багрів.
У 1923 році увійшло до складу новоствореної Городоцької сільської ради, яка 7 березня 1923 року включена до складу новоутвореного Білилівського району Бердичівської округи; адміністративний центр ради. 27 березня 1925 року, в складі сільської ради, передане до Ружинського району Бердичівської округи. Відстань до районного центру містечка Ружин становила 12 верст, до окружного центру в Бердичеві — 65 верст, до найближчої залізничної станції Зарудинці — 4 версти.
Під час організованого радянською владою Голодомору 1932—1933 років померло щонайменше 217 жителів села.
На фронтах Другої світової війни воювало 137 селян, 63 з них нагороджені орденами й медалями, 88 загинули. На їх честь у 1966 році встановлено пам'ятник.
30 грудня 1962 року, в складі сільської ради, передане до Попільнянського району, 4 січня 1965 року повернуте до складу відновленого Ружинського району Житомирської області.
В радянські часи в селі розміщувалася центральна садиба колгоспу, який обробляв 1 518 га угідь, з них 1 446 га — рілля. Спеціалізація: вирощування зернових культур та буряків, м'ясо-молочне тваринництво. 35 селян нагороджені орденами й медалями СРСР, серед них голову колгоспу О. П. Кислюка — орденом Леніна. У селі були восьмирічна школа, клуб, бібліотека, медичний пункт, дитячі яслв, магазин.
12 червня 2020 року, відповідно до розпорядження Кабінету Міністрів України № 711-р «Про визначення адміністративних центрів та затвердження територій територіальних громад Житомирської області», територію та населені пункти Городоцької сільської ради Ружинського району включено до складу новоутвореної Ружинської селищної територіальної громади Бердичівського району Житомирської області.

## Відомі люди
- Іщук Арсен Олексійович (1908—1982) — український радянський літературознавець і письменник, автор роману-хроніки «Вербівчани».